# Sindrome di Landau-Kleffner
La sindrome di Landau-Kleffner (LKS, dall'inglese Landau-Kleffler syndrome), definita anche come sindrome di afasia acquisita con disturbi convulsivi nei bambini da questi autori nel 1957, è una raro quadro sindromico dominato da crisi epilettiche tipo assenza o tipo tonico-clonico, più frequenti durante il sonno, associate ad agnosia verbale e afasia espressiva.

## Profilo clinico e diagnostico
La sindrome di Landau-Kleffner si caratterizza per disturbi comportamentali quali ipereccitabilità e iperattività associati ad epilessia, con parossismi notturni o durante il riposo caratterizzati da crisi di assenza atipiche o tipo tonico-clonico. Molto spesso, l'elettroencefalografia durante il riposo è in grado di dimostrare la prevalenza di fasi non REM con attività bilaterale punta-onda continui che si configurano come stato di male epilettico. La agnosia verbale, spesso confusa dai genitori come ipoacusia, precede la afasia espressiva spesso grave ma che non si associa al ritardo mentale tipico della epilessia con scariche punta-onda continue durante il sonno ad onde lente, condizione che, per motivi prognostici, deve essere posta in diagnosi differenziale con la sindrome di Landau-Kleffner.

## Terapia
Le benzodiazepine e l'acido valproico sono presidi terapeutici fondamentali per ridurre le crisi epilettiche e per i disturbi comportamentali. Tale terapia deve essere affiancata all'uso di corticosteroidi, come il prednisone.
Uno studio fa riferimento a casistiche aneddotiche circa l'uso di: felbamato, lamotrigina, nicardipina, vigabatrin, levetiracetam.